# Pteris semisagittata
Pteris semisagittata là một loài dương xỉ trong họ Pteridaceae. Loài này được ht., Wien. mô tả khoa học đầu tiên năm 1902.
Danh pháp khoa học của loài này chưa được làm sáng tỏ. 